# Стародавня морська історія
Морська історія датується тисячами роками. В стародавній морській історії свідчення морської торгівлі між цивілізаціями датуються щонайменше двома тисячоліттями. Вважається, що першими доісторичними човнами були човни-довбанки, які були розроблені незалежно один від одного різними групами населення кам'яної доби. В стародавній історії різні судна використовувалися для прибережного рибальства та подорожей. На острові Вайт, у Великій Британії, було знайдено мезолітичну корабельню.
Перші справжні океанські човни були винайдені австронезійскими народами з використанням нових технологій, таких як багатокорпусні судна, каное, вітрила типу крабова клішня і танджа. Це дозволило австронезійцям швидко розповсюдитись по островам як Індійського, так і Тихого океанів, в процесі, відомому як австронезійська експансія. Вони заклали основу для морських торговельних шляхів до Південної Азії та Аравійського моря приблизно від 1000 до 600 років до н. е., які пізніше стали Морським Шовковим шляхом.
Єгиптяни мали торгові шляхи через Червоне море, імпортуючи прянощі з «Країни Пунт» та з Аравії. За часів Юлія Цезаря кілька добре налагоджених комбінованих сухопутно-морських торговельних шляхів залежали від водного транспорту через море навколо пересіченої внутрішньої місцевості на півночі. Навігація була відома в Шумер між 4-м і 3-м тисячоліттям до нашої ери. Пошуки Джерела прянощів на цих морських торговельних шляхах пізніше призвели до Доби великих географічних відкриттів.

## Стародавнє мореплавство

### Морська передісторія
Існують ознаки кам'яних знарядь та слідів, залишених на скелеті носорога, що припускають, що ранні гомініди перетнули море і колонізували Філіппінський Острів Лусон у період від 777 000 до 631 000 років тому
Найперші анатомічно сучасні люди переходили через море від 53 000 до 65 000 років тому, коли австрало-меланезійські популяції мігрували на сушу Сахул (сучасні Австралія та Нова Гвінея) від тепер частково підводного півострова Сундаленд. Однак, пройдені відстані відносно короткі, і навряд чи були використані справжні морські судна. Швидше за все, переправи могли бути зроблені за допомогою примітивних поплавців або плотів або випадково, тим більше, що австрало-меланезійці ніколи не досягали острівної Меланезії за межами міжострівної видимості лише після контакту з Австронезією.
В історії китобійного промислу, як вважається, люди почали китобійний промисел у Кореї принаймі 6000 років до нашої ери. Найдавніший відомий метод лову китів — це просто вигнати їх на берег, поставивши кілька невеликих човнів між китом і відкритим морем та, намагаючись налякати їх шумом, активністю і, можливо, невеликою, несмертельною зброєю, як-от стріли.

### Австронезійська експансія

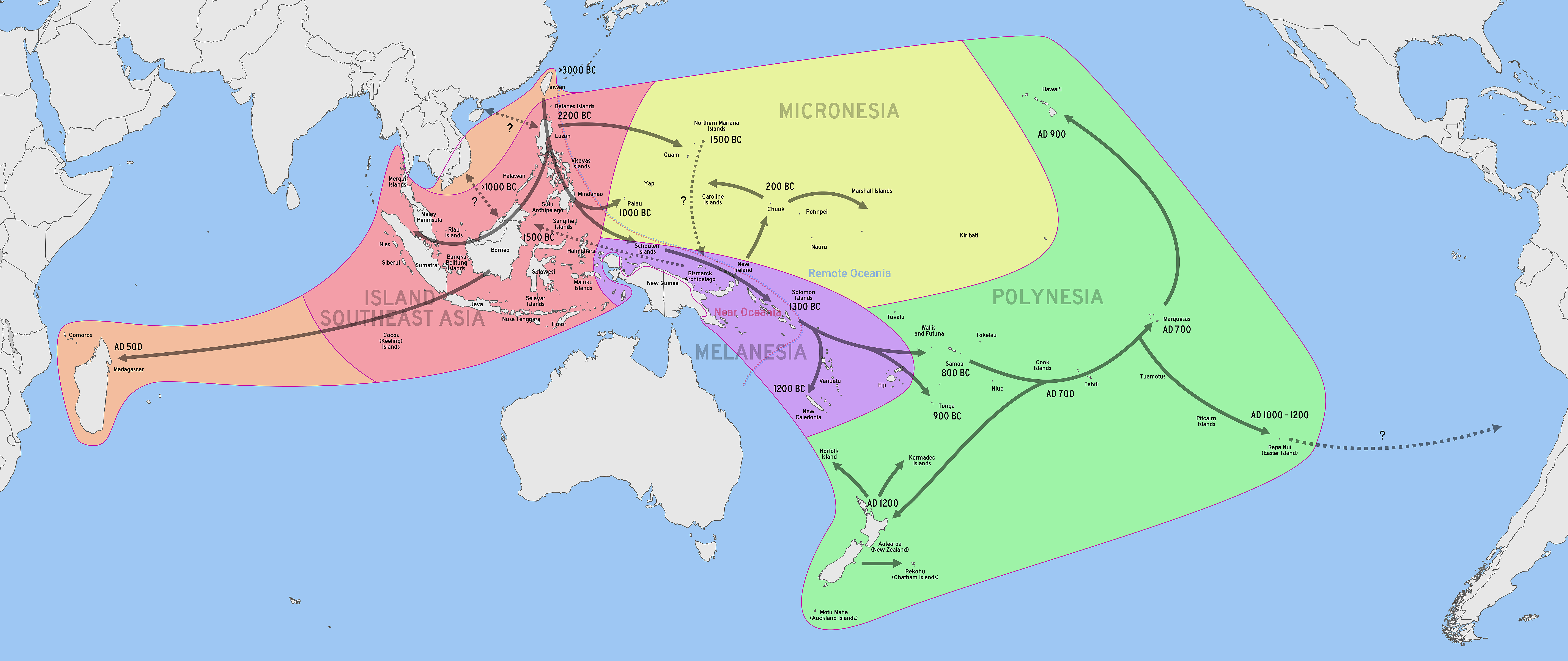
Карта, що показує міграцію та експансію австронезійців, яка почалася приблизно в 3000 році до н. е. з Тайваня

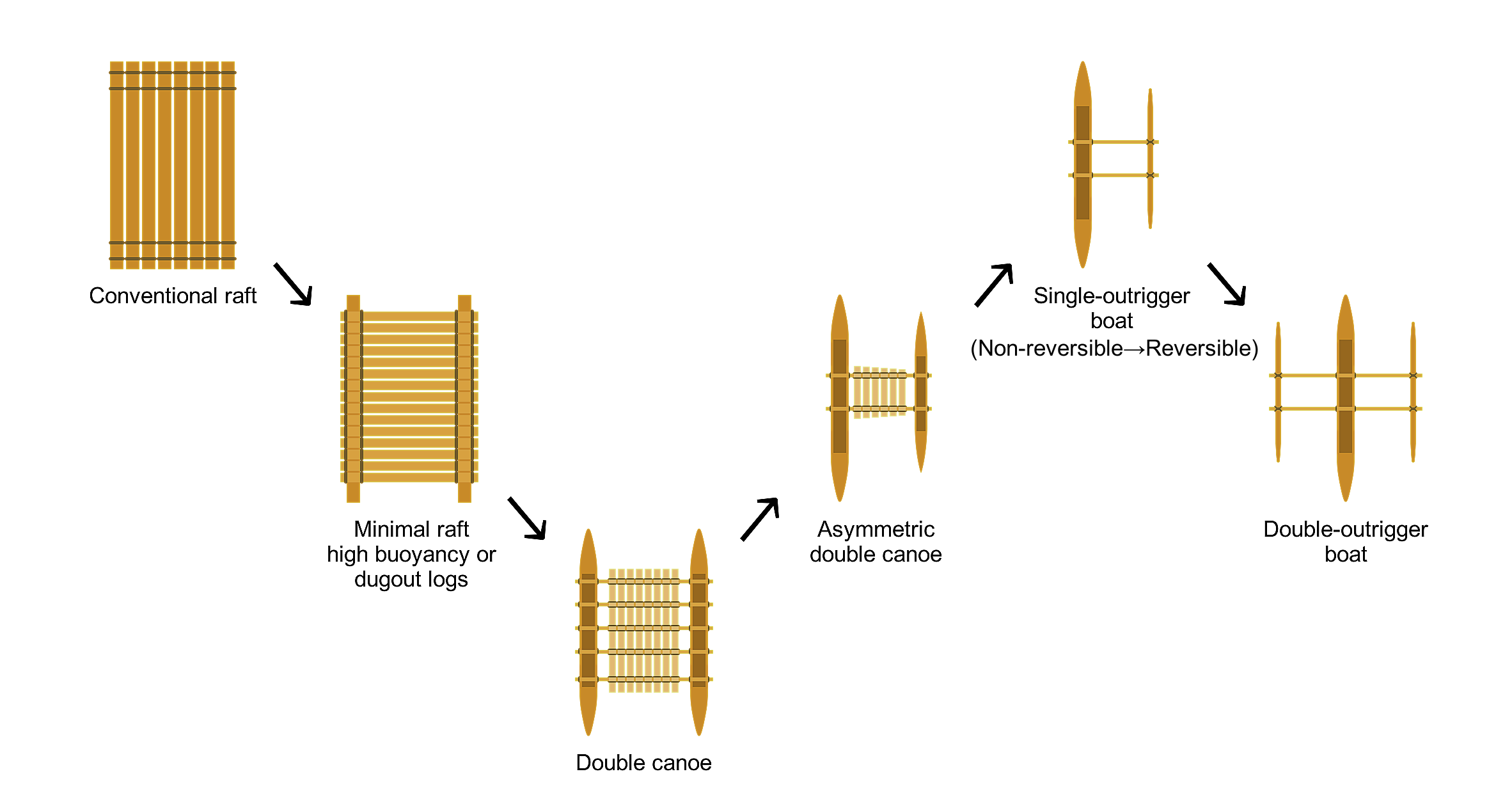
Послідовність форм у розвитку австронезійських човнів

Австронезійці були першими людьми, які винайшли технології океанського плавання, а саме катамаран, шлюпку, вітрила Танджа і вітрила з крабових клешней. Це дозволило їм колонізувати більшу частину Індо-Тихоокеанського регіону під час австронезійської експансії, починаючи приблизно з 3000 по 1500 рр. до н. е. і закінчуючи колонізацією острова Пасхи і Нова Зеландія у X—XIII століттях нашої ери. До колоніальної епохи XVI століття австронезійці були найпоширенішою етнолінгвістичною групою, що охоплювала половину планети від острова Пасхи в східній частині Тихого океану до Мадагаскару у західній частині Індійського океану. Вони також створили великі морські торговельні мережі, серед яких попередник неоліту, що став Морським Шовковим шляхом.